# ウイリアムス神学館
ウイリアムス神学館（ウイリアムスしんがくかん、英語: Williams Theological Seminary）は日本聖公会京都教区に属する神学校で、日本聖公会に属する聖公会神学院と同様に、聖公会の聖職者を養成する教育機関である。住所は、京都市上京区桜鶴円町380番地。

## 概要
ウイリアムス神学館は1948年（昭和23年）に女性伝道師と男性信徒リーダーの養成する機関として始まり、その後聖職者（司祭、執事など）を育てる全寮制の教育機関となった。
名称は米国聖公会の宣教師として来日し、日本聖公会の初代主教になり、晩年を京都で過ごしたチャニング・ウィリアムズにちなんでいる。現在の建物はガーディナー建築事務所の上林敬吉が設計して1931年に完成した、ガーディナーの娘婿でもと京都教区主教シャーリ・H・ニコルス（Shirley Hall Nichols）の邸宅であったといわれている。
本神学館で聖職者になるための本科生は、3年制で、毎日の礼拝、授業、夏期実習（海外・遠隔地研修）などを通して学ぶ。卒業後は、通常は各地の教会へ聖職候補生として配属されて、各自の成長に伴って執事、司祭に按手され、教会の牧師になる。最近、聴講制度もできた。
また、おもに京都教区の信徒を対象としたキリスト教講座も、学期ごとに開かれている。これは日本聖公会の各教区で行われている現地あるいは通信による「信徒神学校教育」の一環で、期末にはレポートの提出が義務付けられているような正式なものである。

## 参照項目
- 聖公会神学院
- 日本聖公会